# 塞考
塞考是奥地利施蒂利亚州穆尔河谷县的一个市镇。总面积46.26平方公里，总人口1275人，人口密度27.6人/平方公里（2005年）。